# Welle (Noord-Beveland)
Welle was een dorp en ambacht op het Nederlandse eiland Noord-Beveland, provincie Zeeland.
De kerk is nog vóór het midden van de 11e eeuw gesticht en daarmee was Welle de oudste parochie van Noord-Beveland. De plaats zelf werd voor het eerst genoemd in 1162, toen werd bevestigd dat de kerk van Welle toebehoorde aan de Abdij van Middelburg. De kerk gold als de moederkerk van onder andere Dekenskapelle, Kortgene en Dijxhoek. In Welle stond ook nog een kapel, gewijd aan Sint Alexius.
In 1329 werd melding gemaakt van een kasteel in Welle. Gillis van Brigdamme verkocht toen het kasteel met de hofstede en een deel van de molen aan Jan van Borrendamme. Het is onbekend waar het kasteel heeft gestaan.
Tijdens de Sint-Felixvloed van 1530 is Welle verwoest. Het voormalige grondgebied kwam bij de herdijking in 1598 onder Colijnsplaat te vallen.